# رع‌حتپ

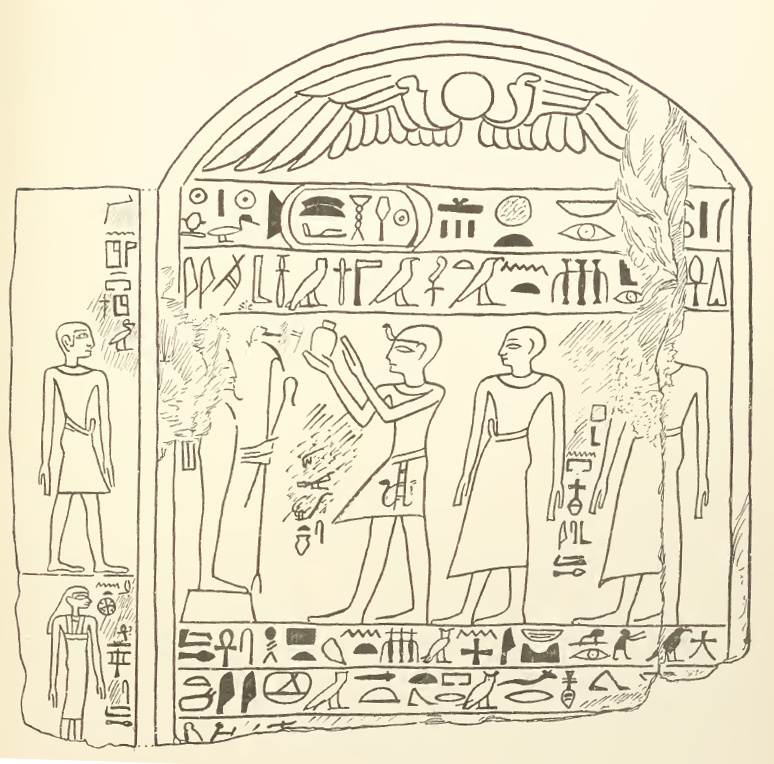
نقاشی از زمان فرعون

رع‌حتپ با نام کامل سخم‌رع واح خعورع‌حتپ فرعونی در دودمان هفدهم مصر باستان بود که در دوره دوم میانی فرمانروایی می‌کرد.
مصرشناس دانمارکی کیم ریهولت او را نخستین شاه دودمان هفدهم می‌داند. نام او بر روی سنگ‌نبشته‌ای در قفط موجود است که در آن از بازسازی معبد توسط او سخن گفته شده. به جز آن، نام او تنها در سنگ یادبود یک مسوول درباری و نیز دسته‌ی کمانی با لقب پسر شاه دیده شده. نام او در فهرست پادشاهان کارناک نیز آمده است.